# 男女共同參畫局
男女共同參畫局（日语：／）是日本內閣府的內部部局之一。其任務為推動男女機會平等與男女共同參與（性別平等）。

## 概要
男女共同參畫局是內閣府依據男女共同參畫基本法所設立，執行包含積極平權措施（肯定性行動）在內的男女性別平等活動。例如推動女性的「再挑戰」，包含鼓勵主婦對地域社會做出無償貢獻，或雇用女性擔任受薪勞動者對家計做出貢獻等。

## 年表
- 1994年（平成6年）6月24日 - 內閣總理大臣官房（總理府的大臣官房）設置男女共同參畫室。
- 2001年（平成13年）1月6日 - 隨著內閣府設置，男女共同參畫室改組為男女共同參畫局。
- 2006年（平成18年）1月31日 - 向地方公共團體等公布不再使用「性別自由」（ジェンダー・フリー）用語。

## 組織
- 局長
  - 總務課
    - 企劃官

  - 調査課
    - 調査官
    - 男女共同參畫分析官

  - 推進課
    - 男女共同參畫推進官
    - 配偶者間暴力對策調整官

## 出版物
- 『男女共同参画白書 平成19年版』全国官報販売協同組合（2007/06）日経印刷

## 外部連結
- 內閣府男女共同參畫局 （页面存档备份，存于）